# Apigenina
La apigenina (4’,5,7-trihydroxyflavone) se encuentra en muchas plantas, es un producto natural que pertenece a la clase flavona que es la aglicona de varios  glucósidos de origen natural. Es un sólido cristalino amarillo que se ha utilizado para teñir lana.

## Estudio farmacológico
Se ha demostrado recientemente que la apigenina induce la autofagia (una especie de sistema de reciclaje de desechos celulares) en las células de leucemia, que puede soportar un posible papel quimiopreventivo, pero que la inducción de la autofagia induce simultáneamente a la resistencia contra el medicamento de quimioterapia vincristina. La apigenina es un potente inhibidor de CYP2C9,  una enzima responsable del metabolismo de muchos fármacos en el cuerpo.
La apigenina se ha demostrado útil para prevenir el daño renal causado por la ciclosporina en ratas, asociado con la expresión reducida de mediador de la muerte celular  de  bcl-2  en las secciones histopatológicas. La ciclosporina A mejora la expresión de factor de crecimiento transformante-β en el riñón de la rata, lo que significa que acelera la apoptosis . Por lo tanto, el factor de crecimiento transformante-β y el índice apoptótico puede ser utilizado para evaluar la apigenina y su efecto inducido por el daño renal de la ciclosporina A.